# We;Na
We;Na (ウィナ 한국어 :위나)는 한국의 4인조 여성 아이돌 그룹이다. RBC AMUSEMENT 소속. 2022년 9월 5일에 데뷔했다. 그룹명에는 영어로 '우리'를 나타내는 We와 한국어로 '나'를 나타내는 나(Na)라는 의미가 담겨 있다.
팬의 명칭은 My Mean(마이민 한국어 :마이민)이며 멤버들이 직접 생각했다.

## 멘버
멤버는 모두 한국인이다.
| 이름     | 도아                   | 은아                  | 연서                  | 워니                  |
| 실명     | 임·영서                | 김·은아               | 인·연서               | 안・승원              |
| 생년월일 | 2001년 10월 29일(23세) | 2003년 5월 25일(21세) | 2004년 9월 26일(20세) | 2004년 10월 4일(20세) |

## 음악
・Like Psycho (싸이코라도 좋아) 2022년 9월 5일(한국) 「디지털 싱글」
・QUEEN 2023년 6월 19일(한국) 「디지털 싱글」

## 공식 채널
YouTube
Instagram
Instagram(일본)
Twitter
Twitter(일본)